# John Adrian Ene
John Adrian Ene (Dragomirești-Vale, Rumania; 1 de enero de 1971-22 de marzo de 2023) fue un futbolista y entrenador de fútbol rumano que jugó en la posición de guardameta. Jugó para el equipo FC Brasov y en segundo nivel para el Dunărea Giurgiu. Después del retiro, trabajó como entrenador de porteros para varios equipos como Dunărea Giurgiu, Astra Ploiești y el Academica Clinceni.

## Carrera

### Jugador
| Periodo   | Club                      |
| --------- | ------------------------- |
| 1989–1991 | CSM Ceahlăul Piatra Neamț |
| 1991–1996 | AS SR Brașov              |
| 1997–2002 | Tractorul Brașov          |
| 2003      | KF Lushnja                |
| 2003–2007 | SCM Dunărea Giurgiu       |
| 2012      | Dunărea Oinacu            |

### Entrenador
| Periodo   | Club                  |
| --------- | --------------------- |
| 2007-2008 | SCM Dunărea Giurgiu   |
| 2016-2017 | FC Academica Clinceni |

## Muerte
Ene murió el 22 de marzo de 2023 a los 52 años luego de sufrir un ataque cardíaco.

## Logros
- Liga III (1): 2004/05